# Max von Portheim

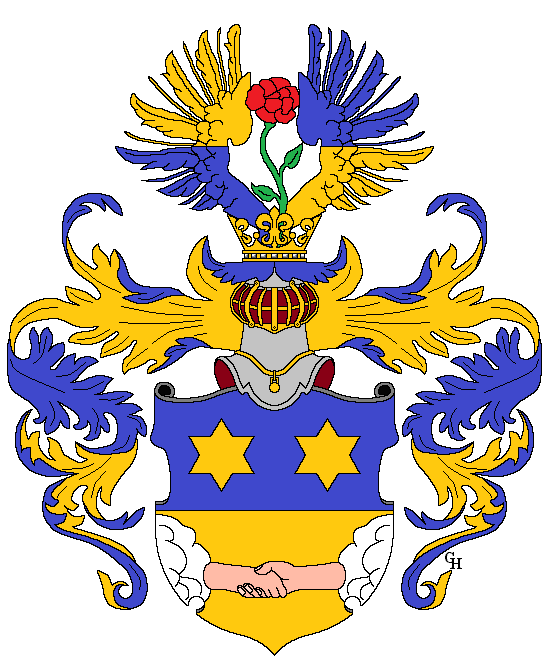
Erb Judy Porgese šlechtice z Portheimu (1785–1869) a jeho potomků udělený v roce 1841.

Max Porges z Portheimu, známý jako Max von Portheim (vlastně Max Porges šlechtic von Portheim, 12. května 1857, Praha – 28. ledna 1937, Vídeň), byl rakouský soukromý učenec. Pracoval jako historický badatel a sběratel. Pocházel z rodiny pražských židovských podnikatelů Porgesů z Portheimu.

## Život
Max Porges šlechtic z Portheimu pocházel z pražské židovské rodiny Porgesů, roku 1841 povýšené do šlechtického stavu s predikátem z Portheimu (von Portheim). V roce 1879 byl do šlechtického stavu povýšen také Maxův strýc Eduard Porges z Portheimu (1826–1907), syn Judy z Portheimu. Maxovými rodiči byli Judův syn Wilhelm Porges (1819–1873) a Bertha Goldschmidtová (1829–1894) z Frankfurtu. Narodil se jako nejmladší dítě po třech sestrách.
Studoval nejprve chemii a zemědělství v Praze a Halle, později filosofii a historii, které však nedokončil.
Po dlouhých cestách se v roce 1893 usadil ve Vídni a brzy se začal věnovat sbírání historických artefaktů. Jeho holavní zájem se soustředil na epochu Marie Terezie, Josefa II. a jeho nástupce Leopolda II. V červnu 1912 získal Max vilu na v Gatterburggasse č. 7, kterou velkoryse přestavěl a v prvním patře vytvořil prostor pro knihovnu a sbírky. V roce 1914 byla přestavba dokončena a Maxe se mohl nastěhovat do svého nového bydliště.
Max z Portheimu se stal vášnivým sběratelem listin, mědirytin, portrétů a příležitostně také rukopisů a uměleckých předětů z doby osvícenství a shromažďoval informace z té doby. Jedním z výsledků desetiletí jeho sběratelské činnosti je „Portheim-Katalog“, který obsahuje 450 000 až 500 000 listů. Jeho zájem o tisky z 18. století Max z Portheimu brzy vedl k založení „Společnosti bibliofilů“ ve Výmaru v roce 1899.
Od roku 1908 také založil „malou, vybranou skupinu... bibliofilů“ za účelem upevnění vazeb mezi sběrateli, jejich aktivitami, akvizicích, diskusemi o nich, poskytování informací apod. Členové se setkávali nepravidelně („jednou nebo dvakrát měsíčně“) ve vídeňském Café Akademie (roh Obilného trhu / Gumpendorfer Strasse). Ačkoli tato skupina nebyla organizována jako sdružení, právě z ní vzešel v roce 1912 podnět k založení „Vídeňské bibliofilské společnosti“, jejímž členem se ovšem Max nikdy nestal.
Portheimovy dopisy, které jsou uloženy v rukopisné sbírce Vídeňské knihovny na radnici, ukazují Maxe z Portheimua jako ústřední postavu rakouské sběratelské a bibliofilské scény.
Zvláštní přátelství ho spojovalo s Gustavem Gugitzem, jenž v letech 1938–1945 katalogizoval Portheimovu sbírku pro Vídeňskou městskou knihovnu. V průběhu práce také vznikl návrh jeho Vídeňské bibliografie.

## Kartičkový katalog
Portheimovým opus magnum byl kartičkový katalog, původně založený pro jeho vlastní knihovnu, kterou později rozšířil o příslušné fondy dalších knihoven. Svými současníky byl považován za největšího odborníka na josefinskou éru. Paul von Mitrofanov, autor životopisů Josefa II. s Portheimem konzultoval, stejně jako muzikolog Otto Erich Deutsch. Slovník „Deutsches Anonymen-Lexikon“ (Výmar, 1902–1928) Michaela Holzmanna a Hannse Bohatty vděčí Portheimovu katalogu za mnoho cenných referencí. Sám Max z Portheimu věnoval vytvoření svého katalogu desítky let úsilí a považoval jej také za věcně cennější než celou svou knihovnu.
Portheimovo tištěné dílo se naproti tomu omezilo na dvě díla: bibliografii Friedricha Trencka (1912 společně s Gustavem Gugitzem) a „materiály pro Sonnenfelsův životopis“, společné dílo s knihovníkem Michaelem Holzmannem, které vyšlo v roce 1931 po jeho smrti v „Časopise pro dějiny Židů v Československu“.
Od roku 1924 se Max z Portheimu za pomoci svého důvěrníka Dr. Ernsta Weizmanna snažil prodat celou svou sbírku „z důvodu nepříznivých časů a vysokého věku“, které však za jeho života nebylo možné realizovat.

## Závěr života a odkaz

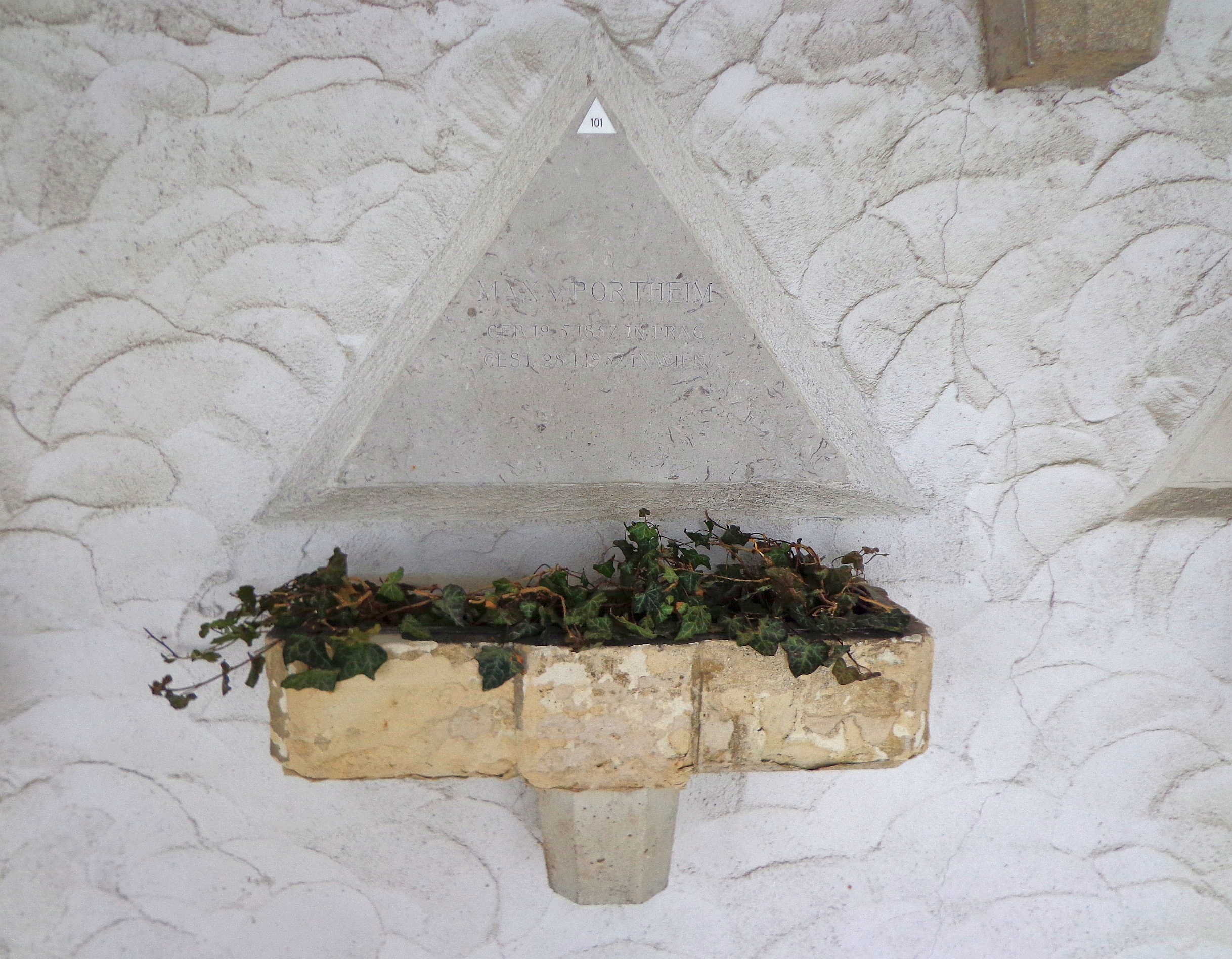
Krematorium Simmering – urnový hrob Maxe z Portheimu

Max Porges z Portheimu zemřel ve své vídeňské vile 28. ledna 1937 na mrtvici. Podle přání v závěti bylo jeho tělo zpopelněno v krematoriu Simmering a urna pohřbena tamtéž (levé sloupořadí, hrob 101). Jeho hrob je jedním z čestných hrobů města Vídně. 
Portheim zemřel jako bohatý muž. Nebyl ženatý a neměl žádné děti. Hlavními dědicemi tedy byly dcery a vnučky jeho tří zesnulých sester žijících ve Frankfurtu. Jeho neteř Alice Feisová a jeho praneteř Frieda Straussová zdědily každá po čtvrtině a neteř Leonie Mayerová polovinu majetku. V roce 1937 se Ernstu Weizmannovi podařilo úspěšně dokončit jednání s městem Vídeň ohledně převzetí Maxových sbírek.
V roce 1959 po něm byla ve vídeňském 22. obvodu Donaustadt pojmenována ulice Portheimgasse.

## Netištěné zdroje
- Gerda Barth: Der Portheim-Katalog der Wiener Stadt- und Landesbibliothek. Vortrag, gehalten vor der Österreichischen Gesellschaft zur Erforschung des 18. Jahrhunderts, neu bearb. – Wien, ca. 1995
- Magistratsabteilung 37 – Baupolizei: Umbauplan bzw. Einreichungsplan, Gatterburggasse, EZ 866 aus 1912
- Wienbibliothek im Rathaus, Handschriftensammlung / Teilnachlass Gustav Gugitz
- Gustav Gugitz: Lebenslauf zum 80. Geburtstag verfasst, WBR / H.I.N. 203119:
- WienMuseum, Städtische Sammlungen, Prot. Nr. 1381/27
- Wienbibliothek im Rathaus, Hausarchiv:StS 1147/38, MA 9-811/52
- Wiener Stadt und Landesarchiv, Verlassenschaftsakt Max von Portheim